# Charinus taboa
Espèce
Charinus taboa est une espèce d'amblypyges de la famille des Charinidae.

## Distribution
Cette espèce est endémique du Minas Gerais au Brésil. Elle se rencontre à Sete Lagoas dans les grottes Gruta Taboa et BR 24.

## Description

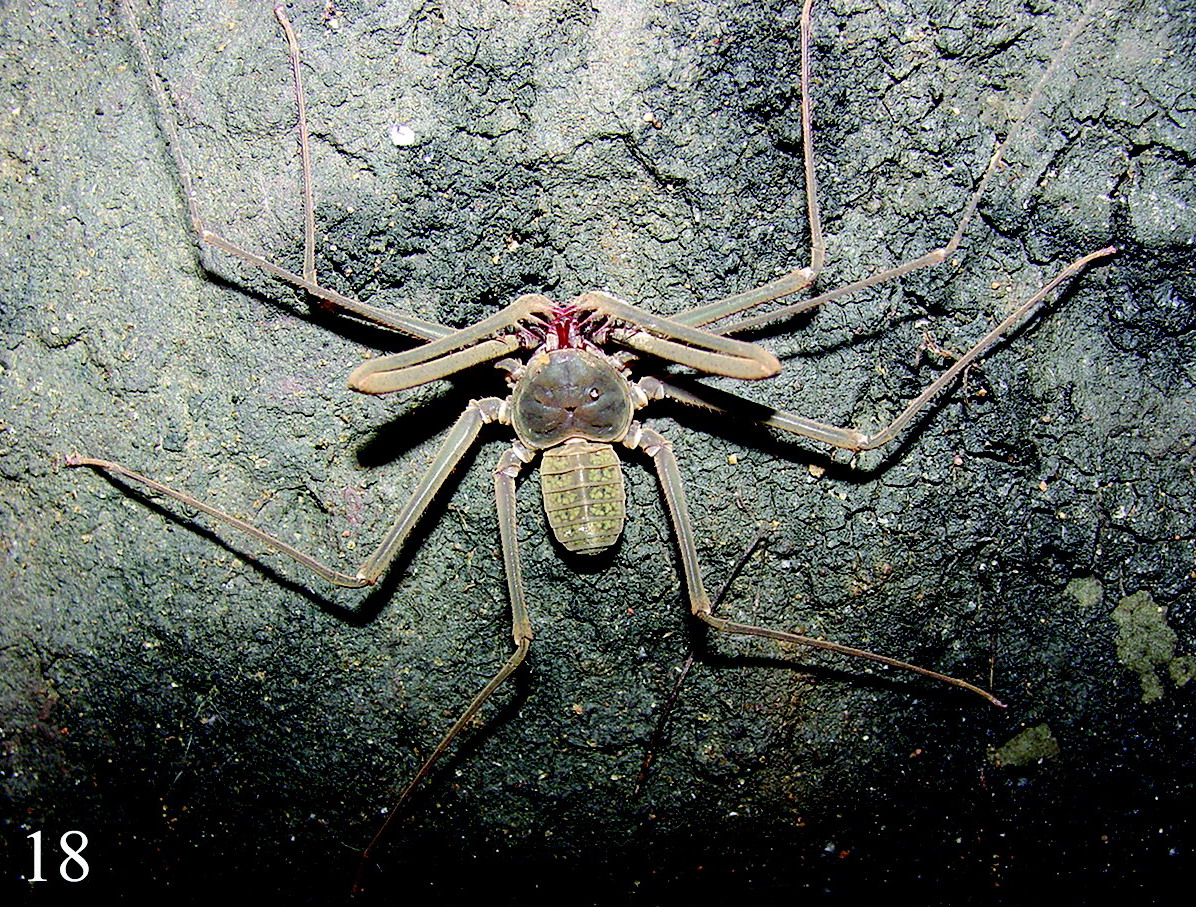
Charinus taboa ♂

Les mâles mesurent de 6,56 à 11,12 mm et les femelles de 6,02 à 10,85 mm, la carapace des mâles mesure de 2,64 à 4,35 mm de long sur de 3,80 à 5,82 mm et celle des femelles de 2,55 à 3,51 mm de long sur de 3,33 à 5,24 mm.

## Étymologie
Son nom d'espèce lui a été donné en référence au lieu de sa découverte, la Gruta Taboa.

## Publication originale
- Vasconcelos, de Leão Giupponi & Ferreira, 2016 : « Description of a new troglomorphic species of Charinus Simon, 1892 from Brazil (Arachnida, Amblypygi, Charinidae). » ZooKeys, no 600, p. 35-52 (texte intégral).